# (20567) McQuarrie
(20567) McQuarrie (1999 RS129) – planetoida z pasa głównego asteroid okrążająca Słońce w ciągu 3,47 lat w średniej odległości 2,29 j.a. Odkryta 9 września 1999 roku.